# John Habersham

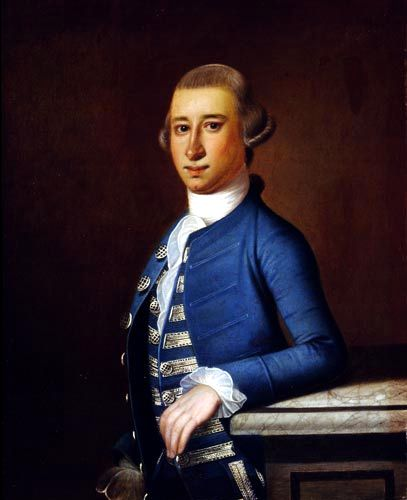
John Habersham

John Habersham (* 23. Dezember 1754 bei Savannah, Province of Georgia; † 17. Dezember 1799 ebenda) war ein US-amerikanischer Politiker, der als Delegierter aus Georgia am Kontinentalkongress teilnahm.
John Habersham war der jüngere Bruder von Joseph Habersham, der ebenfalls eine politische Laufbahn einschlug und Bürgermeister von Savannah, Delegierter zum Kontinentalkongress sowie US-Postminister unter Präsident George Washington wurde. Der jüngere Habersham kam auf „Beverly“, dem Anwesen seiner Familie im Chatham County, zur Welt. Er besuchte nach dem Abschluss seiner schulischen Ausbildung das Princeton College und betätigte sich dann als Kaufmann.
Nach Ausbruch des Unabhängigkeitskrieges schloss Habersham sich der Kontinentalarmee an, in der es bis zum Major brachte; er geriet zweimal in Kriegsgefangenschaft. Später betätigte er sich politisch und nahm im Jahr 1785 an den Sitzungen des Kontinentalkongresses teil, der zu dieser Zeit in New York City tagte. Danach wurde er von George Washington zum Indianeragent ernannt und gehörte einer Kommission zur Festlegung der Grenzen zwischen Georgia und South Carolina an. Er war ferner Mitglied des Kuratoriums zur Einrichtung der University of Georgia und fungierte als Sekretär der Society of the Cincinnati nach deren Gründung in Georgia. Von 1789 bis zu seinem Tod im Dezember 1799 übte er das Amt eines Zollinspektors in Savannah aus.
Sein Neffe Richard W. Habersham wurde ebenfalls Politiker und saß von 1839 bis 1842 für Georgia im Repräsentantenhaus der Vereinigten Staaten.